# Думин, Станислав Владимирович
Станислав Владимирович Ду́мин (род. 7 октября 1952, Москва, РСФСР, СССР) — российский историк-генеалог и общественный деятель, писатель, поэт.

## Биография
Родился в семье подполковника авиации.
В 1975 году окончил исторический факультет МГУ им. М. В. Ломоносова; специализировался на истории Польши и Великого княжества Литовского.
Кандидат исторических наук.
В 1988—2015 годах работал в Государственном историческом музее, ведущий научный сотрудник.
В 1990 году стал инициатором восстановления Историко-родословного общества в Москве, избран его председателем.
В 1990—1991 годах участвовал в работе государственной комиссии, подготовившей решение о восстановлении исторических флага и герба России.
С 30 апреля 1999 года — член Комиссии по московской городской символике при Правительстве Москвы.
С 29 июня 1999 года по 18 ноября 2019 года - член Геральдического совета при Президенте Российской Федерации.
С 3 сентября 2002 года по 18 ноября 2003 года — заместитель председателя Комиссии по московской городской символике при Правительстве Москвы.
С 18 ноября 2003 года — заместитель председателя Геральдической комиссии города Москвы.
Президент Российской генеалогической федерации. Генеральный секретарь Международной академии генеалогии. Член Польского геральдического общества и Варшавского общества любителей истории. Действительный член Академии российской словесности, член-корреспондент Итальянского института генеалогии и геральдики (2000), член Мальтийской академии, член Испано-бельгийской академии, член Международной комиссии по рыцарским орденам (2001) и т. д. Почётный член Русского генеалогического общества. Действительный член Императорского православного палестинского общества (2018).
Издатель журнала «Летопись Историко-родословного общества в Москве», член редколлегии журналов «Гербовед» (Москва) и «Генеалогический вестник» (Санкт-Петербург).
Автор более 800 публикаций по истории, генеалогии, геральдике и фалеристике.
Известный деятель российского и международного монархического движения. Ещё в старших классах школы (1967—1970) стал организатором молодёжного монархического кружка. С 1995 года — член правления Высшего монархического совета. В 1999—2011 годах — член президиума Межрегионального Монархического общественного движения. С 2007 года — член редакционного совета газеты «Царский вестник» (Самара).
В 2002 году главой Российского императорского дома Марией Владимировной Романовой назначен герольдмейстером — управляющим Герольдией при её Канцелярии, а также в 2005 году — председателем Кавалерской думы Императорского Ордена Святой Анны.
Действительный член Российского дворянского собрания, с 2011 года — герольдмейстер и председатель Экспертного совета по генеалогии и геральдике Российского дворянского собрания. С 2014 года вице-предводитель Российского дворянского собрания.
Делегат (до 2016 г. вице-делегат) Российской национальной делегации кавалеров Ордена Святых Маврикия и Лазаря.
С 2014 года член Геральдического совета при Патриаршей наградной комиссии.

## Награды
Российские государственные и ведомственные награды
- Юбилейная медаль «300 лет Российскому флоту»
- Медаль «В память 850-летия Москвы» (1997)
- Благодарность Президента Российской Федерации (27 июля 2007 года) — за большой вклад в обеспечение единой государственной политики в области геральдики[14]

Иностранные
- Нагрудный знак «За заслуги перед польской культурой»(1998)

Непризнанных государств
- Орден Почёта (Приднестровская Молдавская Республика, 2009)[15]

Награды Российского императорского дома
- Орден Святой Анны 2 степени (1991)[16]
- Орден Святой Анны 1 степени (1997)[16]
- Орден Белого Орла (2009)[16]
- Орден Святого Владимира 2 степени (2012)[16][17]
- Военный Орден Святителя Николая Чудотворца 3 степени (2012)[16]
- Знак с вензелевым изображением имени Главы Российского Императорского Дома I степени[16]
- Императорский Орден Святого Благоверного Князя Александра Невского (2022)

Награды королевских домов
- Кавалер Большого креста Португальского королевского Ордена Крыла Святого Михаила[18]
- Кавалер Большого креста Итальянского королевского Ордена Святых Маврикия и Лазаря[13]
- Кавалер Jure Sanguinis Константиновского ордена Святого Георгия (Глава Королевского дома Обеих Сицилий Карлос, герцог Калабрийский)[18]
- Кавалер Большой ленты Ордена Дракона Аннама[19] (недоступная ссылка)
- Кавалер Большого креста Ордена Льва Руанды[18]
- Рыцарь Большого креста ордена Орла Грузии и Священной туники Господа нашего Иисуса Христа[20]
- Орден Витязя (Венгрия)[21]
- Кавалер Большого креста эфиопского Ордена Императора Менелика II[21]
- Кавалер цепи эфиопского Ордена Святой Троицы[21]
- Командор Ордена Непорочного зачатия Девы Марии Вила-Висозской

Церковные награды
- Кавалер Цепи и Большого креста ордена Святого Игнатия Антиохийского (Сирийская католическая церковь) (2011)[21]
- Орден Святого Исидора Юрьевского 3 степени (Эстонская православная церковь Московского патриархата)(2009)[22]
- Орден святого равноапостольного князя Владимира 3 степени (Украинская православная церковь Московского патриархата) (2012)[21]
- Орден святого равноапостольного князя Владимира 2 степени (Украинская православная церковь Московского патриархата) (2014)[21]
- Орден «1020-летия Крещения Киевской Руси» (Украинская православная церковь Московского патриархата) (2011)[21]
- Юбилейная медаль «1000-летие преставления святого равноапостольного князя Владимира» (2015 год, Русская Православная Церковь)
- Орден святого равноапостольного князя Владимира 1 степени (Украинская православная церковь Московского патриархата) (2017)
- Орден святого благоверного князя Даниила Московского 3 степени (2017 год, Русская Православная Церковь)
- Кавалер Ордена Святого Гроба Господнего Иерусалимского (2019)[23]
- Медаль «Патриаршая благодарность» (7 октября 2022 года) — во внимание к трудам на благо Святой Церкви и в связи с 70-летием со дня рождения.

Иные награды
- Национальная премия «Лучшие книги и издательства года — 2013» (2014; за книгу «Россия. История коронаций».)[24]
- Международная премия фонда имени профессора Бекира Чобан-Заде, Крым (2014); за книгу «Литовские татары в истории и культуре» (Вильнюс, 2013, в соавторстве).')

## Поэтические публикации
- Станислав Думин. Хлеб непраздничных чисел
- Станислав Думин. Корни и крона. — М., 2017.